# Нижньо-Калгуканське сільське поселення
Нижньо-Калгука́нське сільське поселення (рос. Нижне-Калгуканское сельское поселение) — сільське поселення у складі Калганського району Забайкальського краю Росії.
Адміністративний центр — село Нижній Калгукан.

## Історія
Село Нижній Калгукан 1-й було утворено 2013 року шляхом виділення зі складу села Нижній Калгукан.

## Населення
Населення сільського поселення становить 594 особи (2019; 749 у 2010, 872 у 2002).

## Склад
До складу сільського поселення входять:
| Населений пункт           | Населення, осіб (2002) | Населення, осіб (2010) |
| ------------------------- | ---------------------- | ---------------------- |
| Нижній Калгукан, село     | 872                    | 749                    |
| Нижній Калгукан 1-й, село | -                      | -                      |